# Vanesa Avaro
Vanesa Carina Avaro (Sunchales, 8 settembre 1972) è un'ex cestista argentina naturalizzata italiana.
Ha speso la prima parte della sua carriera in patria e dal 2000 al 2009 ha giocato in Italia. È stata vicecampionessa d'Italia con l'Acer Priolo.

## Carriera
Cresciuta nel Libertad Sunchales, gioca per quattro stagioni a Rosario e altre cinque nella prima società. Nel 2000-01 viene acquistata dalla P.C.R. Messina, potendo così esordire nella massima serie italiana. L'esperienza è un disastro (la squadra messinese perde tutte le ventisei partite) e la Avaro riparte dalla Serie A2. Per due anni gioca alle Pantere Caserta, con una parentesi di una stagione con la Mercede Alghero. Nel 2004-05 si divide tra Montichiari e Pomezia, sempre in A2.
La grande occasione le viene offerta dalla Phard Napoli, con cui torna in A1 nel 2005-06. Poco impiegata, passa a stagione in corso all'Acer Priolo, con cui si laurea vicecampione d'Italia dopo i play-off persi contro la Famila Schio. Rimane in Sicilia anche nella stagione successiva. Nel 2007-08 è alla Triestina, in B d'Eccellenza, per passare a gennaio 2008 al Bolzano, in Serie A2. Torna quindi alla Ginnastica Triestina in Serie B riuscendo a portare la squadra alla salvezza diretta in qualità di giocatrice e preparatore atletico. Dall'estate del 2009 è ritornata a giocare in Sicilia con il Ragusa.
Il 13 dicembre 2009 è stata deferita da Ragusa agli organi federali per aver lasciato la squadra prima della partita contro Chieti; è stata quindi sostituita da Francesca Mannucci. Alla fine la vicenda si chiude con un'archiviazione da parte della Procura di Udine.

## Statistiche

### Presenze e punti nei club
Statistiche aggiornate al 30 giugno 2010
| Stagione        | Squadra                   | Competizione | Partite | Partite | Partite | Statistiche tiro | Statistiche tiro | Statistiche tiro | Altre statistiche | Altre statistiche | Altre statistiche | Altre statistiche | Altre statistiche |
| Stagione        | Squadra                   | Competizione | Pres.   | Titol.  | Minuti  | Tiri da 2        | Tiri da 3        | Liberi           | Rimb.             | Assist            | Rubate            | Stopp.            | Punti             |
| --------------- | ------------------------- | ------------ | ------- | ------- | ------- | ---------------- | ---------------- | ---------------- | ----------------- | ----------------- | ----------------- | ----------------- | ----------------- |
| 2000-2001       | PCR Messina               | Serie A1     | 23      |         | 798     | 33/107           | 10/47            | 15/24            | 77                | 39                | 55                |                   | 111               |
| '01-nov. '01    | PCR Messina               | Serie A2     |         |         |         |                  |                  |                  |                   |                   |                   |                   |                   |
| nov. '01-'02    | Eismann Caserta           | Serie A2     |         |         |         |                  |                  |                  |                   |                   |                   |                   |                   |
| 2003-2004       | Centro Energia Caserta    | Serie A1     | 9       |         | 158     | 2/10             | 1/7              | 6/10             | 14                | 13                | 17                | 1                 | 13                |
| '05-gen. '06    | Phard Napoli              | Serie A1     | 2       | 0       | 25      | 0/2              | 0                | 4/4              | 0                 | 3                 | 5                 | 0                 | 4                 |
| gen. '06-'06    | Acer Priolo               | Serie A1     | 23      | 0       | 236     | 7/23             | 2/6              | 3/5              | 32                | 17                | 17                | 0                 | 23                |
| 2006-2007       | Trogylos Priolo           | Serie A1     | 19      | 7       | 210     | 3/15             | 1/3              | 9/12             | 25                | 18                | 21                | 0                 | 18                |
| '07-gen. '08    | Ginnastica Triestina      | Serie B1     |         |         |         |                  |                  |                  |                   |                   |                   |                   |                   |
| gen. '08-'08    | Lenzi Profexional Bolzano | Serie A2     | 14      | 9       | 376     | 11/33            | 2/11             | 8/10             | 62                | 44                | 38                | 1                 | 36                |
| 2008-2009       | Ginnastica Triestina      | Serie B1     | 11      | 11      | 306     | 14/41            | 1/10             | 198/28           | 39                | 32                | 48                | 1                 | 50                |
| '09-dic. '09    | Passalacqua Ragusa        | Serie A2     | 6       | 5       | 147     | 4/12             | 0/4              | 4/4              | 22                | 13                | 9                 | 0                 | 12                |
| Totale carriera |                           |              |         |         |         |                  |                  |                  |                   |                   |                   |                   |                   |